# Discos do Brasil
Discos do Brasil é um site que contém a discografia brasileira catalogada por Maria Luiza Kfouri. O acervo conta com mais de 6 mil discos, 1.866 intérpretes principais, 44.652 músicas, 16.049 músicos, 2.537 arranjadores e 10.233 compositores registrados. Todo o material pode ser consultado livremente. O diferencial desta base de dados em relação a similares, é a quantidade de informações sobre cada disco. Toda a ficha técnica é reproduzida, com o nome dos músicos e autores de cada faixa. Em alguns casos, a produtora incluiu o nome de músicos que não eram citados no encarte original.